# Élections législatives tunisiennes de 1986
Les élections législatives tunisiennes de 1986, les septièmes à se tenir en Tunisie, sont organisées le 2 novembre 1986. Les listes présentées par le pouvoir obtiennent la totalité des sièges.

## Résultat
Les 125 sièges du parlement vont aux listes dites d'union nationale regroupant le Parti socialiste destourien (PSD) et l'Union générale tunisienne du travail (UGTT), les listes indépendantes récoltant 0,46 % des voix.
| Partis                             | Suffrages exprimés | Pourcentages | Nombre de sièges |
| ---------------------------------- | ------------------ | ------------ | ---------------- |
| Union nationale (PSD-UGTT)         | 2 165 057          | 99,54 %      | 125              |
| Indépendants                       | 10 036             | 0,46 %       | 0                |
| Total des votants                  | 2 175 093          | 2 175 093    | 2 175 093        |
| Total de l'électorat               | 2 622 482          | 2 622 482    | 2 622 482        |
| Taux de participation              | 82,9 %             | 82,9 %       | 82,9 %           |
| Sources : Union interparlementaire |                    |              |                  |